# Quặng urani
Quặng urani là các tích tụ khoáng vật urani trong vỏ Trái Đất có thể thu hồi đem lại lợi nhuận. Urani là một trong những nguyên tố phổ biến trong vỏ Trái Đất hơn bạc gấp 40 lần và hơn vàng gấp 500 lần. Nó được tìm thấy hầu như ở khắp nơi trong đá, đất, sông và đại dương. Một thách thức đó là tìm kiếm những khu vực có đủ hàm lượng để có thể khai thác được.
Quặng urani phân bố trên tất cả các lục địa, các mỏ lớn nhất được phát hiện ở Úc, Kazakhstan, và Canada. Đến nay, các mỏ có chất lượng cao chỉ được tìm thấy trong vùng bồn trũng Athabasca của Canada.
Các mỏ urani thường được phân loại dựa trên đá chứa chúng, đặc điểm cấu trúc, và khoáng vật học. Sơ đồ phân loại được sử dụng rộng rãi nhất do Cơ quan Năng lượng Nguyên tử Quốc tế (IAEA) thành lập và chia các mỏ thành 15 nhóm.

## Urani
Urani là nguyên tố hóa học có tính phóng xạ có ánh kim loại, màu xám bạc, có ký hiệu U và số khối 92. Đồng vị phổ biến nhất của urani là 238U và 235U. Tất cả các đồng vị urani đều có tính phóng xạ và 235U có khả năng phân hạch. Urani, Thori, và Kali là các nguyên tố góp phần vào tham gia vào hoạt động phóng xạ tự nhiên trên Trái Đất.
Urani có khối lượng phân tử cao nhất trong các nguyên tố xuất hiện trong tự nhiên và đặc hơn chì khoảng 70%, nhưng kém hơn so với vàng hoặc tungsten. Nó luôn đi cùng với các nguyên tố khác. Cùng với tất cả các nguyên tố có khối lượng phân tử lớn hơn sắt, nó chỉ được tạo thành một cách tự nhiên trong các vụ nổ siêu tân tinh.

## Khoáng vật urani

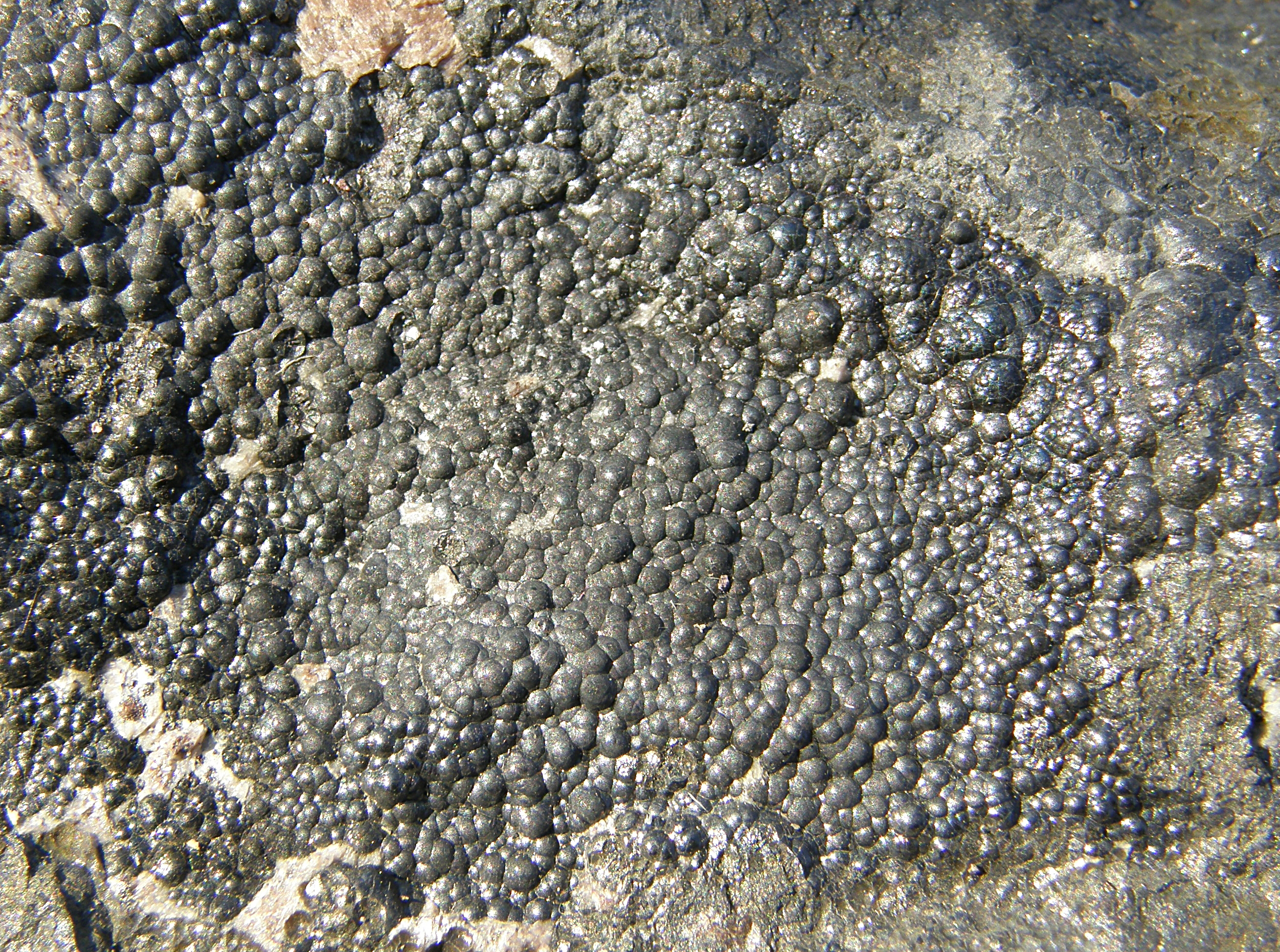
Uraninit hay Pitchblend.

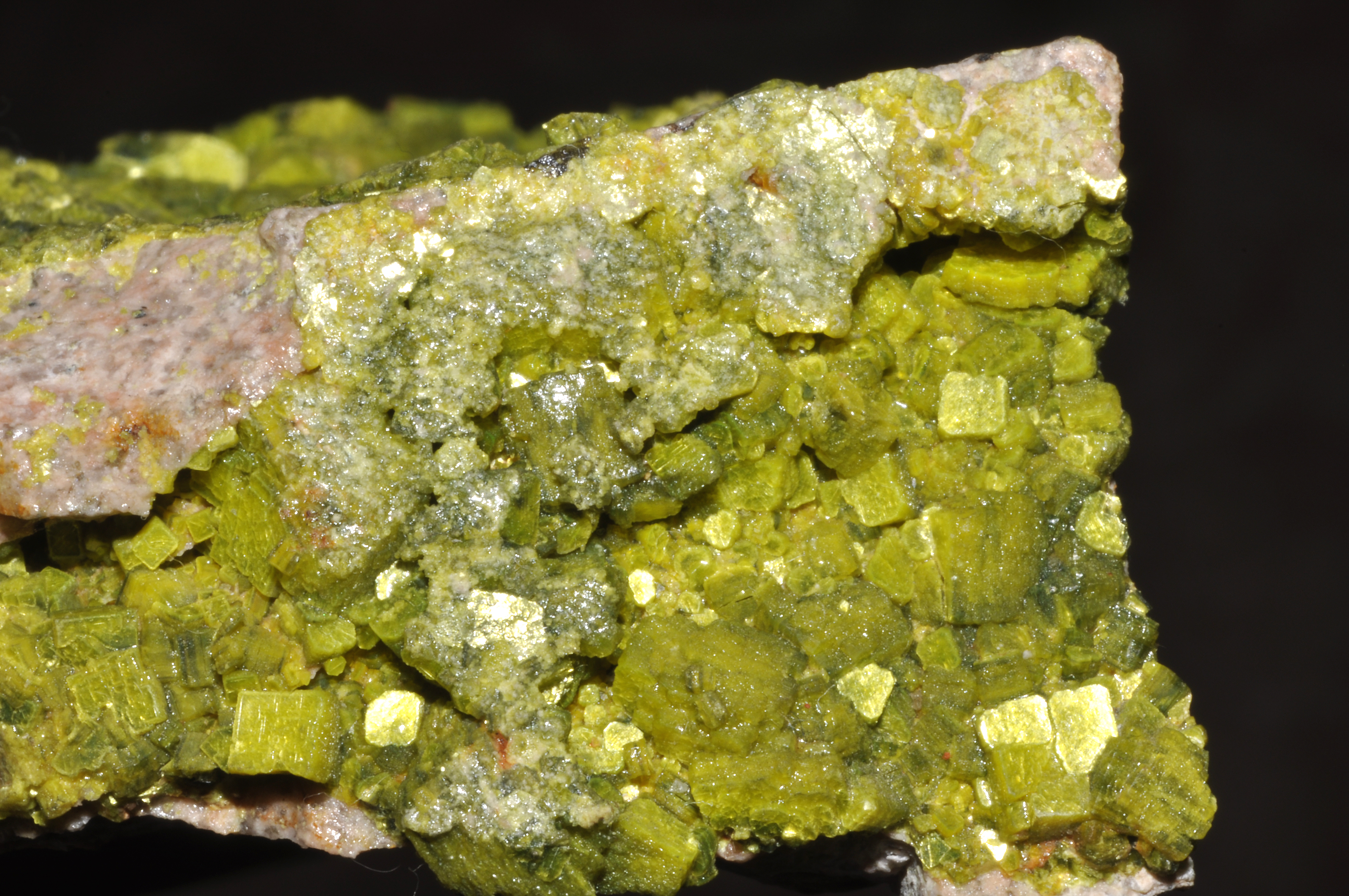
Autunit khoáng vật urani thứ sinh được đặt theo tên của thị trấn Autun, France

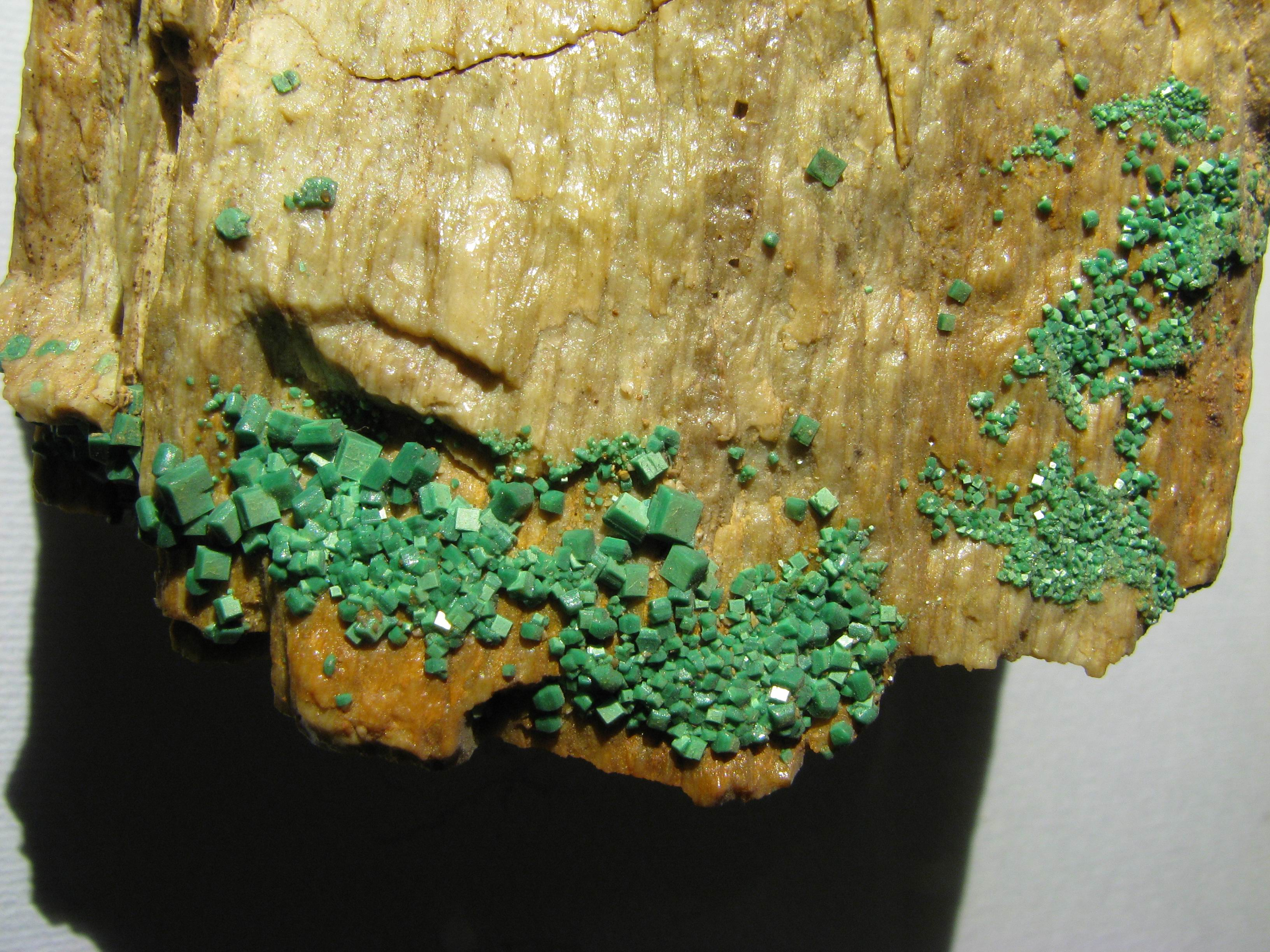
Torbernit, khoáng vật urani thứ sinh quan trọng.

Khoáng vật quặng nguyên sinh là uraninit (UO2) hay pitchblend (UO3, U2O5), thường được thu thập ở dạng U3O8(dạng ổn định nhất). Một dải các khoáng vật urani khác có thể được tìm thấy trong nhiều loại mỏ khác nhau bao gồm carnotit, davidit-brannerit-absit dạng urani titanat, và nhóm euxenit-fergusonit-samarskit.
Các khoáng vật urani thứ sinh khác khá phổ biến và được dùng là huỳnh quang như gummit, autunit (với calci), saleeit (magiê) và torbernit (với đồng); và urani hydrat silicat như coffinit, uranophan (với calci) và sklodowskit (magnesi).
| Khoáng vật urani             | Khoáng vật urani                                              |
| Khoáng vật urani nguyên sinh | Khoáng vật urani nguyên sinh                                  |
| Tên                          | Công thức hóa học                                             |
| ---------------------------- | ------------------------------------------------------------- |
| uraninit                     | UO2                                                           |
| pitchblend                   | U3O8, hiếm U3O7                                               |
| coffinit                     | U(SiO4)1–x(OH)4x                                              |
| brannerit                    | UTi2O6                                                        |
| davidit                      | (REE)(Y,U)(Ti,Fe3+)20O38                                      |
| thucholit                    | pyrobitumen chứa urani                                        |
| Khoáng vật urani thứ sinh    |                                                               |
| Tên                          | Công thức hóa học                                             |
| autunit                      | Ca(UO2)2(PO4)2 x 8-12 H2O                                     |
| carnotit                     | K2(UO2)2(VO4)2 x 1–3 H2O                                      |
| gummit                       | gum giống như hỗn hợp vô định hình của nhiều khoáng vật urani |
| seleeit                      | Mg(UO2)2(PO4)2 x 10 H2O                                       |
| torbernit                    | Cu(UO2)2(PO4)2 x 12 H2O                                       |
| tyuyamunit                   | Ca(UO2)2(VO4)2 x 5-8 H2O                                      |
| uranocircit                  | Ba(UO2)2(PO4)2 x 8-10 H2O                                     |
| uranophan                    | Ca(UO2)2(HSiO4)2 x 5 H2O                                      |
| zeunerit                     | Cu(UO2)2(AsO4)2 x 8-10 H2O                                    |

## Phân loại

### Phân loại theo IAEA (1996)
Cơ quan Năng lượng Nguyên tử Quốc tế (IAEA) chi mỏ urani thành 15 nhóm theo môi trường đia chất, đặc điểm khoáng hóa và các nhóm này được xếp theo yếu tố kinh tế như sau:
1. Mỏ liên quan đến bất chỉnh hợp
2. Mỏ cát kết
3. Mỏ cuội thạch anh
4. Mỏ breccia hỗn hợp
5. Mỏ dạng mạch
6. Mỏ xâm nhập (Alaskites)
7. Mỏ phosphorit
8. Collapse breccia pipe deposits
9. Mỏ núi lửa
10. Mỏ trên mặt
11. Mỏ biến chất trao đổi
12. Mỏ biến chất
13. Lignit
14. Mỏ đá phiến sét đen
15. Các kiểu mỏ khác